# 莫里茨·洛伊恩贝格尔
莫里茨·洛伊恩贝格尔（Moritz Leuenberger，1946年9月21日—），瑞士政治家、律师，自1995年起任瑞士联邦委员会委员，2001年及2006年两度任联邦主席。
洛伊恩贝格尔是瑞士社会民主党党员，1991年至1995年期间在苏黎世州政府工作，1995年9月27日在该州当选为联邦委员。洛伊恩贝格尔自1995年起任环境、交通、能源和电信部长。